# John Ferguson McLennan
John Ferguson McLennan (geb. 14. Oktober 1827 in Inverness, Schottland; gest. 16. Juni 1881 in Kent) war ein schottischer Anwalt und Ethnologe, dessen Vorstellungen über die kulturelle Entwicklung und den Ursprung der Religion noch immer die anthropologische Forschung stimulieren.

## Biografie
John Ferguson McLennan wurde in die Familie des Versicherungsagenten John McLennan und seiner Frau Jessie Ross geboren. Er studierte am Royal College of Aberdeen, wo er 1849 seinen Abschluss machte. Dann trat er in das Trinity College in Cambridge ein, verließ es jedoch ohne Abschluss. McLennan verbrachte zwei Jahre in London und schrieb Artikel für die Zeitung Leader und andere Zeitschriften. Nach zwei Jahren in London kehrte er nach Edinburgh zurück, wo er 1857 als Rechtsanwalt zugelassen wurde. Im Jahr 1862 heiratete er Mary Bell und sie hatten eine Tochter. Im Jahr 1870 starb die Ehefrau von McLennan, weshalb er erneut nach London zog. 1871 diente er als Beamter im schottischen Parlament. McLennans Gesundheit wurde durch Tuberkulose stark beeinträchtigt. In Algerien litt er bei einem Winteraufenthalt unter Malariaanfällen. McLennan starb 1881 nach völliger Erschöpfung in seinem Haus in Kent.
Trotz eines erfolgreichen Berufs als Rechtsanwalt hatte McLennan mehr Freude an der Abfassung anthropologischer Werke. Er schrieb zu den Themen Familie, Ehe, Verwandtschaft und verwandte Bräuche. In Primitive Marriage (1865) schlug er eine sozialrevolutionäre Theorie der Ehe sowie Verwandtschaftssysteme gemäß den Naturgesetzen vor. Er lehnte die patriarchalische Gesellschaft als frühes Stadium ab und argumentierte zugunsten der Agnation als grundlegenderem evolutionärem Punkt. Obwohl diese Theorie heute abgelehnt wird, hat sie einen bedeutenden Einfluss auf den Bereich der Anthropologie.
McLennan schrieb auch über das Leben von Thomas Drummond (1867). Das Material, das er über die Verwandtschaft gesammelt hatte, wurde von seiner Witwe und Arthur Platt mit dem Titel Studies in Ancient History (2nd ed. 1896) herausgegeben.
Die Arbeit von McLennan hatte einen wesentlichen Einfluss auf die Religionsgeschichte. In der Studie The Worship of Plants and Animals (zwei Teile, 1869–1870) schlug McLennan eine Theorie über die Beziehung zwischen sozialen Strukturen und einfachen Religionen vor. Er prägte auch den Begriff „Totemismus“, der sich später für Soziologen und Religionswissenschaftler als besonders nützlich erwies, insbesondere für William Robertson Smith und Émile Durkheim.
Der britische Sozialanthropologe Edward E. Evans-Pritchard (1902–1973) zählte McLennan (neben den bereits genannten Autoren Durkheim und Smith) zusammen mit Wundt, Frazer (in seinen Frühschriften), Jevons und Freud zu den Autoren, die im Totemismus den Ursprung der Religion oder zumindest ihre früheste uns bekannte Form sehen.

## Schriften
- Primitive Marriage. An Inquiry into the Origin of the Form of Capture in Marriage Ceremonies. Edinburgh 1865 Digitalisat
- Studies in Ancient History: Comprising an Inquiry Into the Origin of Exogamy, London, Macmillan, 1896 Digitalisat
- Memoir of Thomas Drummond, R.E., F.R.A.S., under secretary to the lord lieutenant of Ireland, 1835–1840 (1867) Digitalisat
- The Patriarchal Theory, Edited and completed by D. McLennan. London, 1885 Digitalisat